# Dwight Foster (Politiker)

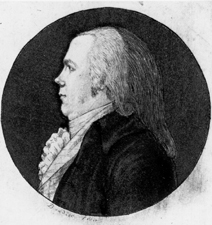
Dwight Foster

Dwight Foster (* 7. Dezember 1757 in Brookfield, Worcester County, Province of Massachusetts Bay; † 29. April 1823 ebenda) war ein US-amerikanischer Politiker (Föderalistische Partei), der den Bundesstaat Massachusetts in beiden Kammern des Kongresses vertrat.
Nach dem Abschluss seiner Schulausbildung besuchte Dwight Foster das College in the English Colony of Rhode Island and Providence Plantations in Providence, die heutige Brown University, und machte dort 1774 seinen Abschluss. Danach studierte er die Rechtswissenschaften, wurde 1778 in die Anwaltskammer aufgenommen und begann in Providence zu praktizieren. Später war er von 1781 bis 1823 Friedensrichter im Worcester County; im Jahr 1792 fungierte er dort auch als Sheriff. Zu dieser Zeit war er überdies Sonderrichter am Court of Common Pleas von Massachusetts.
Von 1791 bis 1792 übernahm Foster als Abgeordneter im Repräsentantenhaus von Massachusetts sein erstes politisches Mandat. Im Anschluss zog er als Vertreter des zweiten Wahlbezirks von Massachusetts ins Repräsentantenhaus der Vereinigten Staaten ein, das damals noch in Philadelphia tagte. 1795 wechselte er in den vierten Distrikt. Im Repräsentantenhaus war er unter anderem Vorsitzender des Committee on Claims. Foster legte sein Mandat am 6. Juni 1800 nieder, um in den US-Senat zu wechseln, wo er die Nachfolge des zurückgetretenen Samuel Dexter antrat. Am 2. März 1803 schied Foster dann auf eigenen Wunsch aus dem Senat aus.
Zu diesem Zeitpunkt war er bereits seit dem Jahr 1801 als Oberster Richter am Court of Common Pleas seines Heimatstaates tätig, was er bis 1811 blieb. Dabei war er von 1808 bis 1809 auch noch einmal Abgeordneter im Repräsentantenhaus von Massachusetts. Später wurde er Mitglied im Beratergremium des Gouverneurs von Massachusetts und übte noch weitere Ämter auf lokaler und staatlicher Ebene aus.
Dwight Foster starb 1823 in seinem Heimatort Brookfield. Sein älterer Bruder Theodore war ebenfalls US-Senator, allerdings für den Staat Rhode Island. Sein Enkel, der ebenfalls den Namen Dwight Foster trug, schlug eine juristische Laufbahn ein und war von 1861 bis 1864 Attorney General von Massachusetts.